# جيسيكا غريغ
جيسيكا غريغ (بالإنجليزية: Jessica Gregg)‏ (و. 1988  م) هي متزلجة كندية، ولدت في إدمونتون، شاركت في الألعاب الأولمبية الشتوية 2010، والتزلج على مسار قصير في الألعاب الأولمبية الشتوية 2010 – سيدات 3000 متر تناوب ‏.

## روابط خارجية
- جيسيكا غريغ على موقع SpeedSkatingBase.eu (الإنجليزية)
- جيسيكا غريغ على موقع SpeedSkatingNews.info (الإنجليزية)
- جيسيكا غريغ على موقع SpeedSkatingStats.com (الإنجليزية)
- جيسيكا غريغ على موقع ShortTrackOnLine.info (الإنجليزية)
- جيسيكا غريغ على موقع اللجنة الأولمبية الدولية (الإنجليزية)
- جيسيكا غريغ على موقع أوليمبيديا (الإنجليزية)
- جيسيكا غريغ على موقع اللجنة الأولمبية الكندية (الإنجليزية)